# Jalta
Jalta (ukrajinsky a rusky Ялта; krymskou tatarštinou Yalta, arménsky Յալտա) je město na Krymu, na severním pobřeží Černého moře. Město se rozkládá na místě staré řecké kolonie. Odtud zřejmě pochází i název města (γιαλος – bezpečné pobřeží). Leží v přírodním amfiteátru u mělkého zálivu otevírajícího se k jihu, do Černého moře. Obklopují ho zalesněné Krymské hory. Je zde teplé středomořské klima, díky kterému je Jalta nejznámějším letoviskem Krymu.

## Jaltská městská rada
Administrativně je město spravováno městskou radou, do jehož obvodu spadají také město Alupka,
sídla městského typu 
Beherove (Beregovoje), 
Foros, 
Haspra (Gaspra), 
Holuba Zatoka (Goluboj Zaliv), 
Hurzuf (Gurzuf), 
Kaciveli, 
Korejiz (Koreiz), 
Krasnokamjanka (Krasnokamenka), 
Kurpaty, 
Livadija, 
Masandra (Massandra), 
Nikita, 
Oreanda, 
Parkove (Parkovoje), 
Ponyzivka (Ponizovka), 
Sanatorne (Sanatornoje), 
Simejiz (Simeiz), 
Sovětske (Sovětskoje), 
Vidradne (Otradnoje), 
Voschod, 
Vynohradne (Vinogradnoje) 
a okolní vesnice.

## Dějiny
V Livadijském paláci na jižním předměstí Jalty se na konci II. světové války (4. – 11. února 1945) konala jaltská konference zástupců SSSR, Velké Británie a USA.

## Doprava
Do města nevede železniční trať; nejbližší nádraží je v Simferopolu. S Aluštou a Simferopolem je Jalta spojena nejdelší trolejbusovou tratí světa.

## Jalta v Kultuře
- Assa (film) – děj se odehrává v zimě roku 1980 na Jaltě
- Jalta, Jalta – chorvatský muzikál z roku 1971 na motivy setkání Jaltské konference

## Galerie

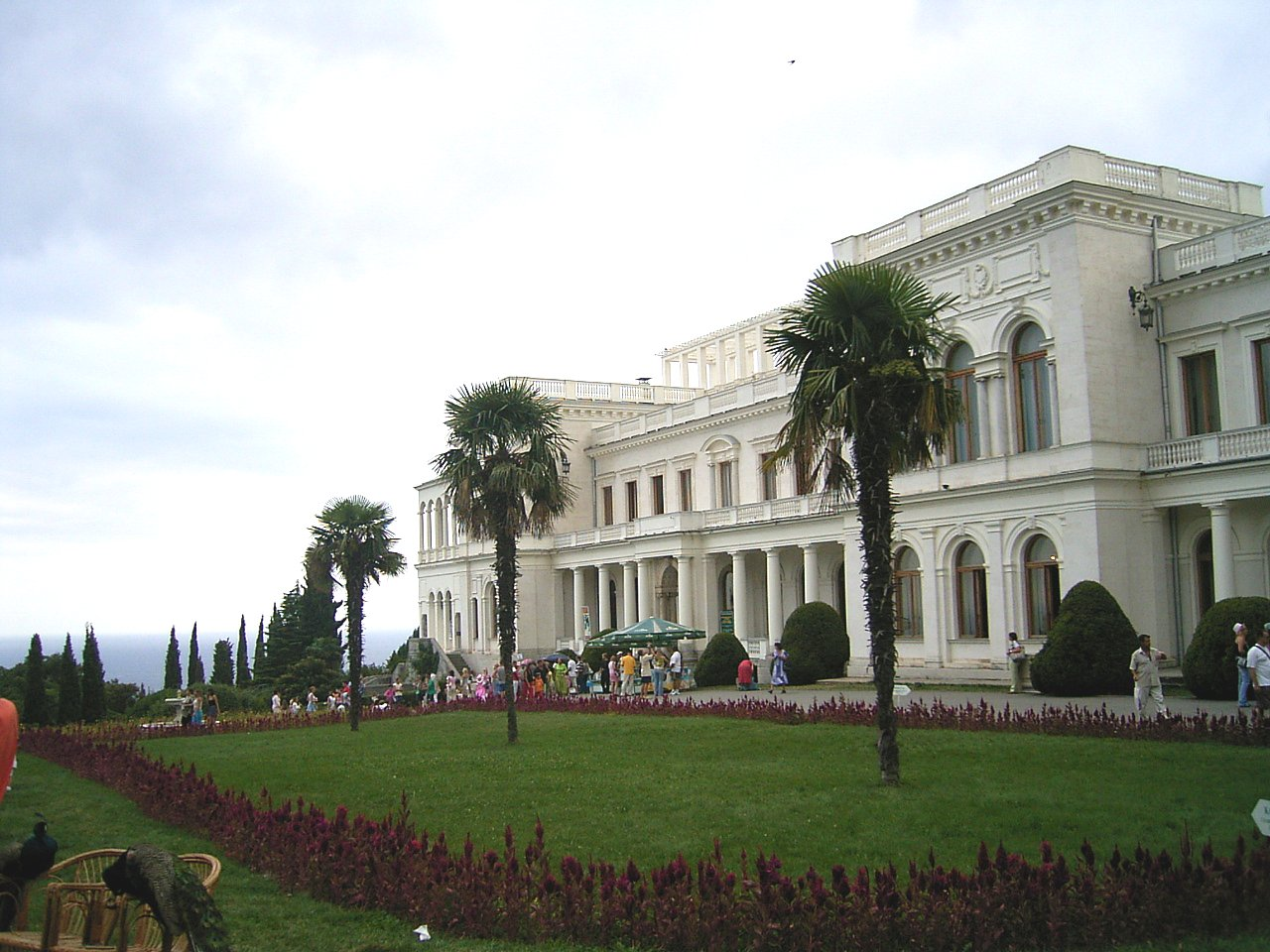
Livadijský palác
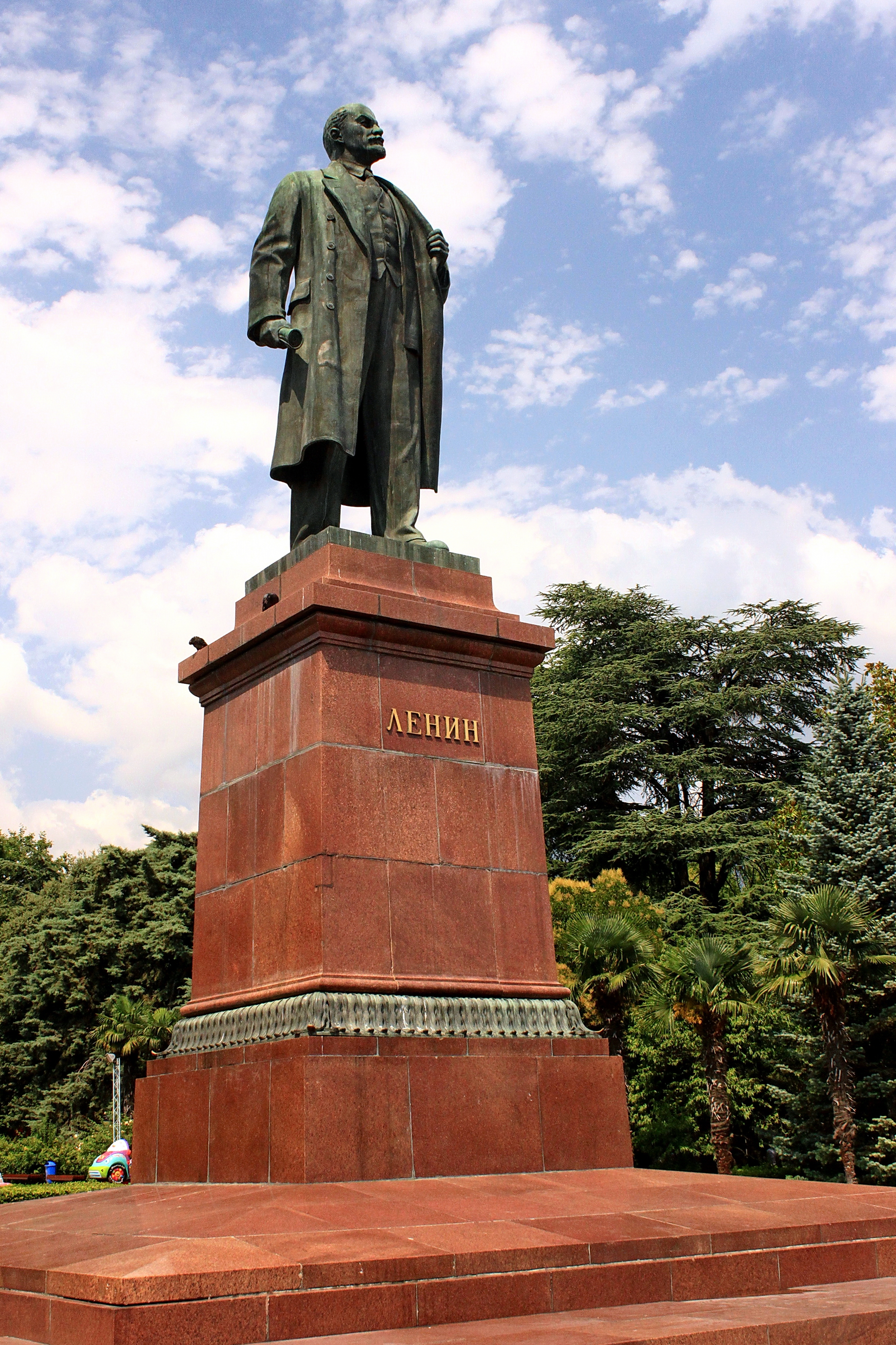
Památník Lenin

## Partnerská města
- Acapulco, Mexiko
- Antalya, Turecko (2012)
- Baden-Baden, Německo (2000)
- Batumi, Gruzie (2008)
- Ejlat, Izrael (2011)
- Fudžisawa, Japonsko (1987)
- Galați, Rumunsko (2003)
- Chačmaz, Ázerbájdžán, 2009
- Jerevan, Arménie
- Južno-Sachalinsk, Rusko (2014)
- Kaluga, Rusko
- Kwangdžu, Jižní Korea (2011)
- Latákie, Sýrie
- Lemesos, Kypr
- Margate, Spojené království (1990)
- Moskva, Rusko (2006)
- Nice, Francie (1960)
- Pärnu, Estonsko (2004)
- Pozzuoli, Itálie (1975)
- Rijeka, Chorvatsko (1986)
- Rhodos, Řecko (1998)
- Salsomaggiore Terme, Itálie (2007)
- San-ja, Čína (2004)
- Santa Barbara, Spojené státy americké (1987)
- Šarm aš-Šajch, Egypt (2009)
- Salsomaggiore Terme, Itálie (2009)
- Ulan-Ude, Rusko (2008)
- Vladikavkaz, Rusko (2010)